# Ziewonia

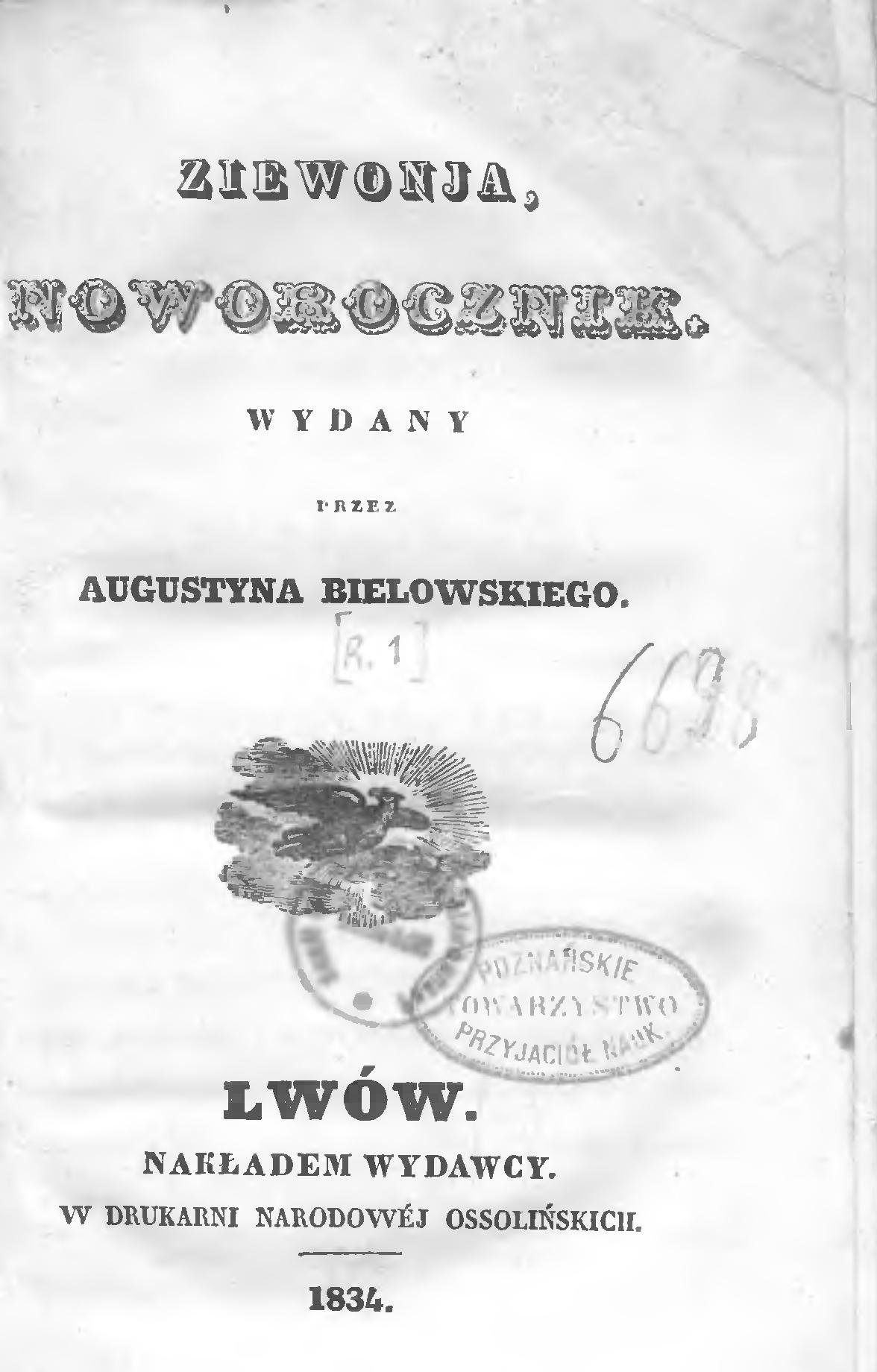
Strona tytułowa tomu I, 1834

Ziewonia (Ziewonja) – grupa literacka działająca w latach 1832–1838 w zaborze austriackim, skupiająca byłych powstańców, uczestników demokratycznej konspiracji galicyjskiej.
Nazywano ją "grupą czerwonoruską" oraz "uczelnią halicką", a następnie grupą Ziewonii. Program ideowo-artystyczny grupy został zawarty w almanachu Ziewonia (t.1 – Lwów 1834, t.2 – Praga 1838), w którym publikowali też swoje utwory członkowie ugrupowania.  Inspirowali się głównie twórczością Johanna Gottfrieda Herdera i jego poglądami na lud i ludoznastwo. Ziewończycy postulowali stworzenie literatury narodowej poprzez wierne naśladowanie twórczości ludowej narodów słowiańskich, a ich nazwa pochodzi od imienia słowiańskiej bogini życia, którą Bielowski pozdrawiał na wstępie do pierwszego tomu "Ziewonii".
Z grupą Ziewonia związani byli m.in.: August Bielowski (redaktor almanachu), Seweryn Goszczyński, Lucjan Siemieński, Kazimierz Władysław Wóycicki, Dominik Alojzy Magnuszewski, Józef Dunin Borkowski, Leszek Dunin Borkowski, Ludwik Jabłonowski. Kres działalności grupy położyło rozbicie ruchu spiskowego przez policję oraz emigracja Goszczyńskiego i Siemieńskiego.